# Gega (vattendrag)
Gega (georgiska: გეგა) är en flod i Georgien. Den ligger i regionen Abchazien, i den nordvästra delen av landet. Gega mynnar som högerbiflod i Bzipi.